# Rue de Serbie
La rue de Serbie est une rue de la ville belge de Liège faisant partie du quartier administratif des Guillemins.

## Toponymie
Le nom de Serbie a été donné afin de remercier ce pays pour sa participation et son attitude pendant la Première Guerre mondiale. Cette décision fut prise le 30 décembre 1918. Par ailleurs, le gouvernement des Serbes, Croates et Slovènes décerna à Liège la Croix Militaire avec palmes d’or en octobre 1926. 
Auparavant et depuis plusieurs siècles, la rue était une ruelle étroite sans habitation et entourée de prairies. Elle s'appelait rue (ou ruelle) Saint-Esprit du nom d'une habitation sise à l'ancien quai d’Avroy où coulait un bras de Meuse.

## Localisation
Cette longue artère plate et rectiligne d'une longueur de 440 m se trouve sur la rive gauche de la Meuse entre la rue Paradis et la rue des Guillemins. Large d'environ 10 m, elle applique un sens de circulation automobile uniquement du sud vers le nord (Paradis vers Guillemins).

## Activités
La rue de Serbie est une voie essentiellement résidentielle comptant quelques commerces et un commissariat de police..

## Patrimoine
Aux numéros 19/21, se situe une maison comprenant des éléments (grillage d'entrée et loggias) de style Art nouveau. Elle a été construite en 1907 par l'architecte Arthur Snyers.

## Rues adjacentes
- Rue des Guillemins
- Rue Sohet
- Rue des Vingt-Deux
- Rue Paradis